# Episodi di The Outsider (serie televisiva 1968)
La prima e unica stagione della serie televisiva The Outsider è andata in onda negli Stati Uniti dal 18 settembre 1968 al 16 aprile 1969 sulla NBC.
| nº | Titolo originale                     | Prima TV USA      | Titolo italiano | Prima TV Italia |
| -- | ------------------------------------ | ----------------- | --------------- | --------------- |
| 1  | For Members Only                     | 18 settembre 1968 |                 |                 |
| 2  | What Flowers Daisies Are             | 25 settembre 1968 |                 |                 |
| 3  | Along Came a Spider                  | 2 ottobre 1968    |                 |                 |
| 4  | A Wide Place in the Road             | 9 ottobre 1968    |                 |                 |
| 5  | As Cold As Ashes                     | 16 ottobre 1968   |                 |                 |
| 6  | A Time to Run                        | 30 ottobre 1968   |                 |                 |
| 7  | Love Is Under "L"                    | 6 novembre 1968   |                 |                 |
| 8  | The Twenty-Thousand Dollar Carrot    | 13 novembre 1968  |                 |                 |
| 9  | One Long Stemmed American Beauty     | 20 novembre 1968  |                 |                 |
| 10 | I Can't Hear You Scream              | 27 novembre 1968  |                 |                 |
| 11 | Tell It Like It Was--and You're Dead | 4 dicembre 1968   |                 |                 |
| 12 | The Land of the Fox                  | 18 dicembre 1968  |                 |                 |
| 13 | There Was a Little Girl              | 25 dicembre 1968  |                 |                 |
| 14 | The Girl from Missouri               | 8 gennaio 1969    |                 |                 |
| 15 | The Secret of Mareno Bay             | 15 gennaio 1969   |                 |                 |
| 16 | The Old School Tie                   | 22 gennaio 1969   |                 |                 |
| 17 | A Bowl of Cherries                   | 29 gennaio 1969   |                 |                 |
| 18 | Behind God's Back                    | 5 febbraio 1969   |                 |                 |
| 19 | Take the Key and Lock Him Up         | 12 febbraio 1969  |                 |                 |
| 20 | The Flip Side                        | 26 febbraio 1969  |                 |                 |
| 21 | Handle with Care                     | 5 marzo 1969      |                 |                 |
| 22 | All the Social Graces                | 12 marzo 1969     |                 |                 |
| 23 | A Lot of Muscle                      | 26 marzo 1969     |                 |                 |
| 24 | Periwinkle Blue                      | 2 aprile 1969     |                 |                 |
| 25 | Service for One                      | 9 aprile 1969     |                 |                 |
| 26 | Through a Stained Glass Window       | 16 aprile 1969    |                 |                 |

## For Members Only
- Prima televisiva: 18 settembre 1968

### Trama
- Guest star: Francine York (Ellie), Francis DeSales (John), Frank Marth (Karl Stanton), G. D. Spradlin (Kenneth Conrad), Kathie Browne (Anne Dubois), Arthur Space (John Mason), Timothy Carey (Max), John Zaremba (Charles Beggs), Warren Stevens (Richard Chase)

## What Flowers Daisies Are
- Prima televisiva: 25 settembre 1968

### Trama
- Guest star: Booth Colman (Benjamin Seaton), Yvonne White (Edith), Melodie Johnson (Daisy), Steve Franken (Roger Edgway), Clay Tanner (sergente Miller), Robert Millar (detective), Allen Joseph (Fred), Farley Granger (Curtis Anderson)

## Along Came a Spider
- Prima televisiva: 2 ottobre 1968

### Trama
- Guest star: Leonard Stone (Buddy Vasta), Whit Bissell (dottor Kingsland), Marsha Hunt (Dorothy Kingsland), Than Wyenn (Danny Moreno), Lily Shalet (Mrs. Sandusky), Floyd Mutrux (Ralph), Claude Akins (detective Keller)

## A Wide Place in the Road
- Prima televisiva: 9 ottobre 1968

### Trama
- Guest star: Sarah Marshall (Pearl Rapp), Lou Krugman (Leo Glass), Joe Don Baker (Billy Joe Corey), Anne Whitfield (Betty Dustin), Michael Cartel (George McBride, Jr.), Chet Stratton (Fred Decker), Forrest Lewis (George McBride), Lillian Bronson (Mrs. Buchanan), Louise Latham (Frances Dustin)

## As Cold As Ashes
- Prima televisiva: 16 ottobre 1968

### Trama
- Guest star: Noah Keen (tenente Kering), Vince Howard (detective Allan), Don Knight (Matthew Garson), Katherine Woodville (Lita Dowell), Larry Duran (Max), Gerald York (Cizak), Keye Luke (Won Ah-Kam)

## A Time to Run
- Prima televisiva: 30 ottobre 1968

### Trama
- Guest star: Byron Mabe (Jerry), Ross Elliott (Starnes), Brenda Scott (Della), Jack Hogan (Ed), Jimmy Joyce (John Drake), Tom Palmer (dottor Wells), James Dobson (Murphy), Laurence Haddon (Frank Ebb), Don Stroud (Stan)

## Love Is Under "L"
- Prima televisiva: 6 novembre 1968

### Trama
- Guest star: Brad Weston (Thorpe), Pat Morita (Toshi), Jeanne Cooper (Connie), Willi Koopman (Mindy Taylor), Karen Martin (ragazza), Louis Guss (Ernie), Ron Russell (ciclista), Robert H. Harris (Albrt Kopke), Jack Grinnage (Clifford), Simon Oakland (Lyman Barr)

## The Twenty-Thousand Dollar Carrot
- Prima televisiva: 13 novembre 1968
- Diretto da: Michael Ritchie

### Trama
- Guest star: Sandra Smith (Joanne Jackson), Conlan Carter (Warren Vail), Robert Donner (sceriffo Wade), Pat Harrington, Jr. (Borden), John S. Ragin (Todd Elkins), Delton Cook (John Morrison), Stuart Nisbet (Floyd), Bonnie Hughes (impiegato aereo), Julia McCarthy (Helene Elkins), Bonnie Beecher (Gloria Gronowski), Dana Elcar (Fred Oliver)

## One Long Stemmed American Beauty
- Prima televisiva: 20 novembre 1968

### Trama
- Guest star: Peggy Pope (Florist), Julie Adams (Laura Carlvic), Walter Mathews (Vincent Carlvic), Richard Van Vleet (stuntman), Ben Wright (agente), Lloyd King (istruttore karate), Betty Field (padrona di casa), Marie Windsor (Leslie Jamison), Judith McConnell (Dorothy Johnson)

## I Can't Hear You Scream
- Prima televisiva: 27 novembre 1968

### Trama
- Guest star: Myron Healey (Frank Murphy), Ena Hartman (Eleanor Springer), James Edwards (tenente Wagner), Marc Cavell (Solly Thayer), Howard Dayton (Eddie), James Nusser (uomo magro), Joe Haworth (George), John J. Fox (Tom Mullins), David Bond (Jed Mills), Jodean Lawrence (Mary), Gwendolyn Ormes (Mona Gentry), Bobo Lewis (Besse)

## Tell It Like It Was--and You're Dead
- Prima televisiva: 4 dicembre 1968

### Trama
- Guest star: Ted Knight (Nick Ames), Marilyn Maxwell (Winnie Blake), Ben Murphy (Patrick Forrester), Jackie Coogan (Rusty), Gordon Jump (Carl), Dallas Mitchell (sergente), Fabian Dean (uomo robusto), Eve McVeagh (Mrs. Forrester), James Edwards (tenente Wagner), Whitney Blake (Judy Elliott), Read Morgan (Lacey)

## The Land of the Fox
- Prima televisiva: 18 dicembre 1968

### Trama
- Guest star: Susan Oliver (Diane Clay), Russell Thorson (George Lund), Roy Roberts (Ben Adams), Kent McCord (Bill Ellison), Al Checco (barista), Charles Brewer (Surfer), Phillip Chapin (Peter McKee), Ben Hammer (Tom Campbell)

## There Was a Little Girl
- Prima televisiva: 25 dicembre 1968

### Trama
- Guest star: Dorothy Green (Margaret Harrington), Simon Scott (George Harrington), Jean Carson (Mary Potter), Joan Blondell (Sadie Burch), Paul Lambert (Larry Rogers), George N. Neise (Brad Elston), Harry Harvey (vicino), Dave Diamond (poliziotto), Mary Jo Kennedy (Marcie), Noah Keen (tenente Kering), Ralph Manza (Charley)

## The Girl from Missouri
- Prima televisiva: 8 gennaio 1969

### Trama
- Guest star: Phillip Pine (Coppolino), Stanley Adams (Bo Peep), Rick Jason (Matt Smith), Jaye P. Morgan (Ginny), Frank Schuller (Larry), Leonard Bremen (barista), Will J. White (Jackie), Victor Bozeman (poliziotto), Robert Millar (sergente), Mickey Manners (Rudy Jacobs), Mariette Hartley (Mary Smith)

## The Secret of Mareno Bay
- Prima televisiva: 15 gennaio 1969

### Trama
- Guest star: Estelle Winwood (Mrs. Perry), Larry Linville (Floyd Hendricks), Walter Brooke (colonnello Grey), Grace Lee Whitney (Claire), Charles Lampkin (Richard), Henry Beckman (sceriffo Damon), Pippa Scott (Virginia Kirk)

## The Old School Tie
- Prima televisiva: 22 gennaio 1969

### Trama
- Guest star: Anthony Russell (Vincent), Len Lesser (Max Davenport), Aldo Ray (Eddie Wolfe), Gail Kobe (Gloria Johnson), James McEachin (John Arnold), Elvia Allman (Mrs. Vaughn), George Murdock (Vern Fletcher)

## A Bowl of Cherries
- Prima televisiva: 29 gennaio 1969

### Trama
- Guest star: Alan Oppenheimer (Pete), Lynne Marta (Kerry Palmer), Scott Marlowe (Joe Andrade), Tom Skerritt (Arnie Cambor), Robert Karnes (uomo), Michael Masters (Swamper), Frank Farmer (sergente), Warren J. Kemmerling (tenente), Philip Kenneally (Joe Brock), Penny Santon (Mrs. Andrade), John Marley (Jason Cambor)

## Behind God's Back
- Prima televisiva: 5 febbraio 1969

### Trama
- Guest star: Ben Cooper (Fred Rhodes), Stacy Harris (Henry Stratton), Thomas Gomez (Miguel), Virginia Mayo (Jean Daniels Ortega), Victor Rogers (Eddie), Paul Micale (impiegato), Stella Garcia (Juanita Martinez), Richard Jury (dottor Wrigley), Larry Chance (Mike), Ahna Capri (Tracy Stratton)

## Take the Key and Lock Him Up
- Prima televisiva: 12 febbraio 1969

### Trama
- Guest star: Bert Freed (Elkins), Don 'Red' Barry (sceriffo Watson), Paul Newlan (Reeves), Roger Perry (Briggs), Don Hanmer (Padre), Kurt Grayson (Roberts), Anne Bellamy (Ella), Renny Roker (Barrows), Joseph Mell (Myron), Quinn Redeker (Harve), Shannon Farnon (Laura)

## The Flip Side
- Prima televisiva: 26 febbraio 1969

### Trama
- Guest star: Fred Williamson (Randall), Judd Laurance (Pablo Renoir), Michael Strong (dottor Sam Gaynor), Alice Backes (centralinista), Joseph Lacavan (croupier), Al Dunlap (Billboard Man), Carrie Snodgress (Janet/Diane)

## Handle with Care
- Prima televisiva: 5 marzo 1969

### Trama
- Guest star: Paul Stewart (Julius Ainsworth), Joan Huntington (Josie), Berkeley Harris (Smiley), Edmund Hashim (Phil Campos), Anthony Redondo (dispatcher), Duke Cigrang (camionista), Michael Masters (Marty), John Wheeler (Montana), Judith M. Brown (Colleen), Bruce Glover (Sparky), Pepe Callahan (Frank Guerra), Herb Voland (Hollis), Vic Tayback (Faber)

## All the Social Graces
- Prima televisiva: 12 marzo 1969

### Trama
- Guest star: Geraldine Brooks (Emily Kester), Lloyd Bochner (George Jenkins), Regis Cordic (Stambler), Warren J. Kemmerling (Masters), Ellen Clark (Mary Jenkins), Charles Shull (Carlin), Lorraine Davies (Millie), Gene Tyburn (Todd), Del Russel (Tom), Helen Baron (Diane Fuller), Michael Evans (Giles), Kenneth Tobey (Joe Kester)

## A Lot of Muscle
- Prima televisiva: 26 marzo 1969

### Trama
- Guest star: Kenneth O'Brien (Richard Twining), Frank Maxwell (Thatcher), Susan O'Connell (Patricia Cameron), Greg Mullavy (Ted Baxter), Vivian Rhodes (bibliotecario), Lloyd Kino (domestico), Patricia Walker (padrona di casa), Joseph V. Perry (Eddie Clark), Len Wayland (Matthews), Lawrence Hauben (James Reardon), James Gregory (Michael Cameron)

## Periwinkle Blue
- Prima televisiva: 2 aprile 1969
- Diretto da: Richard Benedict
- Soggetto di: Gene Levitt

### Trama
- Guest star: Shelby Livingston (Model), Paul Hahn (Jones), Zee Wilson (donna), Paula Victor (donna), Lois Nettleton (April Endby), Ellen Corby (zia Myrtle), Douglas Dick (Arthur Endby), Bill Quinn (tenente Kanter), Richard Benedict (Case), Pat Harrington, Jr. (Mr. Wainwright)

## Service for One
- Prima televisiva: 9 aprile 1969

### Trama
- Guest star: Henry Jones (Decker), Shelly Novack (Edward Potolski), Jayne Meadows (Lil), John Doucette (Stan Potolski), John Archer (uomo d'affari), Jack Spratt (Chef), Sandy Balson (Sally), Johnny Silver (Kel), Kathie Browne (Amy Godwin)

## Through a Stained Glass Window
- Prima televisiva: 16 aprile 1969

### Trama
- Guest star: Walter Burke (L. J. Fox), Arch Johnson (Bob), Bill Quinn (tenente Kanter), William Windom (Bernard Christie), E. J. Andre (Mike), Carol Booth (Billie), Eldon Quick (Eddie Johnson), Harry Swoger (Frank Stobles), Mickey Shaughnessy (Chauncy James), Marilyn Lovell (Nancy Davis), Ruth McDevitt (Alice Donner), Charles Seel (tecnico)